# Слуцкие князья
Князья слуцкие — правители Слуцкого княжества, просуществовавшего с XII века по 1791 год. Род пинских Слуцких внесён в Бархатную Книгу.

## Происхождение и история
История князей Слуцких неразрывно связана с историей города Слуцка.
К концу XII века город становится столицей удельного княжества, выделившегося из Турово-Пинского княжества. С 1326 года город Слуцк входит в состав Великого княжества Литовского и становится третьим белорусским городом (после Бреста и Гродно), который в 1441 году получил магдебургское право, а также одним из политических и культурных центров княжества Великого княжества Литовского.
В 1395 году Слуцк был выделен в качестве удела князю Владимиру Ольгердовичу, одному из сыновей великого князя Литовского Ольгерда, после которого Слуцком правил его сын Олелько, родоначальник рода Олельковичей, потомки которого управляли Слуцком до конца XVI века.
В начале XVI века Слуцк подвергся нападению крымских татар под предводительством Баты-Гирея. Князь Семен Михайлович неоднократно вставал на защиту замка от врагов. Однако в 1505 году князь умер от эпидемии, занесенной татарами поэтому на защиту города встала княгиня Слуцкая, которой удалось отстоять город, а также разбить в 1508 войска князя Михаила Глинского.
Последняя из рода Олельковичей и внучка Анастасии Слуцкой, княгиня Слуцкая София, была причислена к лику святых Белорусской православной церковью. Её мощи хранятся в Свято-Духовом соборе города Минска.
Слуцкое княжество, просуществовавшее с 90-х годов XII века до 1791 года, в 1612 году перешло к Янушу Радзивиллу — мужу Софии.
Будущий епископ Полоцкий Максим (в монашестве — Мелетий) Смотрицкий в своем знаменитом сочинении, изданном в Вильно в 1610 году, «Фринос или Плач» Православной Церкви оплакивал потери среди дворянских родов:

«Где дом князей Острожских, сиявший более всех других блеском своей старожитной веры? Где роды князей Слуцких, Заславских, Вишневецких, Збаражских, Сангушек, Чарторыйских, Пронских, Ружинских, Соломерецких и других, которых перечислять пришлось бы долго? Где славные своим мужеством и доблестью Ходкевичи, Глебовичи, Кишки, Сапеги, Хрептовичи, Тризны, Тышкевичи, Корсаки, Воловичи, Скумины и проч.?»

В герб Долэнга вошли после Городельской унии 1413 года знать и служивое дворянство Великого княжества Литовского (среди них были и Слуцкие).
Последние упоминания о Слуцких встречается в списке дворян, имевших герб Долэнга (Гербовник дворянских родов Царства Польского) в 1757 году и герб Прус III.

## Список князей Слуцких
Рюриковичи
- 1149[3]—1151: Святослав Ольгович [4](1106/1107 — 15 февраля 1164),  князь новгородский (1136—1138, 1140—1141), курский (1138—1139, 1149), стародубский и белгородский (1141—1146), новгород-северский (1146—1157), туровский (1149—1151), черниговский (1157—1164), сын черниговского князя Олега Святославича (Гориславича).
- 1161—1162: Владимир Мстиславич Мачешич [4](1132 — 30 мая 1171), князь Дорогобужский 1150—1154, 1170—1171, князь Владимиро-Волынский 1154—1157, князь Слуцкий 1161—1162, князь Трипольский 1162—1168, великий князь Киевский 1171

С 1162 — в составе Турово-Пинского княжества.
Рюриковичи, Турово-Пинская ветвь
- 1387: Юрий (ум. после 1387), князь Слуцкий

Гедиминовичи/Олельковичи
- 1395—1398: Владимир Ольгердович (ум. после 1398), князь Киевский 1362—1395, князь Слуцкий и Копыльский 1395—1398
- 1399—1443: Олелько (Александр) Владимирович (ум. 1454), князь Слуцкий и Копыльский 1399—1443, князь Киевский с 1443, сын предыдущего
- 1443—1454: Семён Олелькович (ок. 1420 — 3 декабря 1470), князь Слуцкий и Копыльский 1443—1454, князь Киевский с 1454, сын предыдущего
- 1454—1481: Михаил Олелькович (ок. 1430—1481), князь Слуцкий и Копыльский с 1454, брат предыдущего
- 1481—1505: Семён Михайлович (ок. 1460—1505), князь Слуцкий и Копыльский с 1481, сын предыдущего
- 1505—1542: Юрий (I) Семёнович (около 1492—1542), князь Слуцкий и Копыльский с 1505, сын предыдущего
  - Анастасия Ивановна (ум. ок. 1526), княжна Мстиславская, жена князя Семёна Михайловича, регент княжества при малолетнем Юрии
- 1542—1560: Семён Юрьевич (ум. 1560), князь Слуцкий и Копыльский с 1542 года, младший сын предыдущего
- 1560—1578: Юрий (II) Юрьевич (ум. 1578), князь Слуцкий и Копыльский с 1560 года, старший сын предыдущего
- 1578—1586: Юрий (III) Юрьевич (17 августа 1559 — 6 мая 1586), князь Слуцкий и Копыльский с 1578 года, магнат, сын предыдущего
- 1586—1612: Софья Юрьевна (1 мая 1585 — 19 марта 1612), княгиня Слуцкая и Копыльская с 1586 года, дочь предыдущего
Муж: Януш Радзивилл

Радзивиллы
- 1612—1620: Януш Радзивилл (2 июля 1579 — 3 декабря 1620), князь Радзивилл, магнат, каштелян виленский с 1618, подчаший Великого княжества Литовского 1599—1619, староста борисовский, князь Слуцкий и Копыльский с 1600 года, муж предыдущей
- 1620—1669: Богуслав Радзивилл (3 мая 1620 — 31 декабря 1669), князь Радзивилл, магнат, хорунжий великий литовский (с 1638), конюший великий литовский (с 1646), староста барский, шведский фельдмаршал, генеральный наместник герцогства Пруссия (Бранденбург-Пруссия) с 1657—1669, депутат сейма Речи Посполитой, князь Слуцкий и Копыльский с 1620, сын предыдущего.